# Zinkfabriek (Balen)
De zinkfabriek te Balen werd opgericht in 1889. Ze werd gesticht door de maatschappij Vieille Montagne met als doel om zinkerts uit Åmmeberg te verwerken, van waar het erts werd vervoerd dat in Zinkgruvan sinds 1857 door Vieille Montagne werd gewonnen.
De smelter bevindt zich op een terrein van 244 ha. Sinds 1910 werd zowel zink als lood gewonnen via een geïntegreerd proces. Gedurende de jaren 30 van de 20e eeuw ging men van het thermische op het elektrolytische proces van zinkwinning. Gedurende de jaren 50 en 60 van dezelfde eeuw werd voorzien in installaties voor het roosten van erts door middel van een fluïdized bed. Omstreeks 1973 werd ook een proces ingevoerd om ijzer te onttrekken aan de residuen.
Het bedrijf kwam in handen van Union Minière, fuseerde met Métallurgie Hoboken en ging vervolgens Umicore heten, om in 2007 onderdeel van Nyrstar te worden.
De vestiging van de fabriek leidde tot sterke groei van de buurtschap Wezel en uiteindelijk tot de oprichting van een zelfstandige parochie aldaar in 1898.

## Trivia
In 1971 vond er te Balen een legendarische werkstaking plaats om loonsverhoging af te dwingen. Deze werd in 2010 nog eens overgedaan, doch nu als "nepstaking" ten behoeve van de opname van de film: Groenten uit Balen, die weer een bewerking is van het reeds in 1971 opgevoerde gelijknamige toneelstuk van Walter van den Broeck.